# Rekulturacja
Rekulturacja – dążenie do powrotu do kultury rodzimej, porzuconej lub przekształconej w procesie akulturacji lub asymilacji kulturowej lub narodowej.